# Дорога на Санта-Фе
«Дорога на Санта-Фе» (англ. Santa Fe Trail) — исторический вестерн 1940 года. Фильм находится в общественном достоянии в США.

## Историческая основа
Действие фильма происходит в 1854 году, накануне Гражданской Войны в США. Штат Канзас стал полем кровавых столкновений сторонников и противников рабства. В фильме действуют реальные исторические лица: Джеймс (Джеб) Стюарт, Джон Браун и другие.

## Сюжет
1854 год. Вест-Пойнт, первый Федеральный кадетский кавалерийский корпус. Кадет Джеб Стюарт  на хорошем счету у командиров. Как представитель южных штатов, он не  сторонник создания государства соединённых штатов и отмены рабства. Его главным оппонентом является кадет Карл Рейдер, радикальный аболиционист,  настроенный изменить классовую и кастовую систему Америки.
Рейдер, тайный последователь фанатика Джона Брауна, стремящегося освободить всех рабов при помощи оружия и силы, в  казарме завязывает драку со Стюартом, за что его исключают из академии. Самому же Стюарту и его друзьям дан приказ следовать на территорию штата Канзас. Здесь заканчивается железная дорога и цивилизация, но начинается дорога на Санта Фе, ведущая в ад. Здесь  новоиспечённые офицеры должны прекратить противозаконные действия идеолога Джона Брауна и его вооружённых до зубов приспешников. Уже в пути Стюарт сталкивается с группой расистов, которые не хотят, чтобы в вагоне с ними ехали негры. Они расправились с ними.По приезде к месту службы, друзья отправляются в патрульный поход. Они должны сопровождать обоз, предназначенный для церкви преподобного Смита.Тем временем в своём лагере преподобный Джон Браун пишет очередное воззвание к населению. Он призывает вооружаться и быть безжалостными. Его приверженцы должны проучить тех, кто не верит им. Все они должны умереть. Жестокость – это необходимость. С каждым днём община Джона Брауна расширяется за счёт добровольцев, которым он сумел затуманить мозги. В пути Стюарт и его спутники встречают тех, кому предназначен их груз. Но в ящиках оказываются не библии, а оружие, перевозимое контрабандно. Патруль оказался в руках Джона Брауна и его многочисленной банды. Здесь Стюарт встречает своего недруга Рейдера. Забрав оружие и  боеприпасы, бандиты уходят. Кавалеристы преследуют их, но сумели отбить лишь малую часть оружия. Оружие, полученное бандитами, будет использовано против простых людей. Кавалерийский полк выступает в поход, чтобы найди и обезвредить бандитов. В поисках убежища Брауна, разосланы разведывательные дозоры. С двумя разведчиками Стюарт въезжает в небольшой городок и сталкивается с Рейдером и его подручными. Стюарт схвачен и  доставлен к Брауну. Бандиты хотят казнить его. Но разведчики приводят полк к  месту, где прячется Браун. Кавалеристы окружают забаррикадировавшихся отщепенцев. В жестоком бою бандиты уничтожены. Но  Брауну удалось скрыться. Продолжая своё кровавое дело, Браун путешествует по ближайшим штатам и собирает новую общину. Он заручается поддержкой влиятельных горожан, которые финансируют  его. Браун планирует снова вторгнуться в Канзас и создать здесь край, свободный от рабства. Для этого он снова готов убивать всех, кто стоит против насилия и жестокости. Браун предстал перед судом и за свои злодеяния повешен. Канзас освобождён  от Брауна. Теперь и в Канзасе строится железная дорога. Стюарта находит  Рейдер и сообщает, что поссорился с Брауном и сообщает место, где он прячется. Стюарт во главе отряда кавалеристов отправляется за преступником. Тем временем банда Брауна входит в город, оставшийся без охраны. Но жители города не хотят идти за Брауном. Они дают отпор бандитам. Однако, силы неравны. Многие горожане  погибли, предпочитая сражаться, но не стать подвластными Брауну. Возвратившиеся  кавалеристы окружают бандитов, запершихся в особняке. Старт предлагает им сдаться и прекратить кровопролитие. Но Браун предпочитает сражаться. Кавалеристы не дают бандитам ни малейшего шанса. Банда разгромлена. Браун схвачен и предстал  перед судом. За свои злодеяния  Браун приговорён к казни и повешен.

## В ролях
- Эррол Флинн — Джеб Стюарт
- Оливия де Хэвилленд — Кит Карсон Холлидей
- Рональд Рейган — Джордж Армстронг Кастер
- Алан Хейл — Текс Белл
- Сьюзан Питерс — Шарлет Дэвис
- Рэймонд Мэсси — Джон Браун
- Ван Хефлин — Карл Рэйдер
- Уильям Ландигэн — Боб Холлидей
- Алан Бакстер — Оливер Браун
- Джин Рейнольдс — Джейсон Браун
- Джон Лител — Мартин
- Морони Олсен — генерал Роберт Ли
- Хобарт Кавано — Барбер Дойль
- Фрэнк Уилкокс — Джеймс Лонгстрит
- Чарльз Миддлтон — Джентри

В титрах не указаны
- Гарри Кординг — рабочий на переправе через Делавэр
- Виктор Килиан — посыльный всадник